# De sleutel ligt onder de deurmat
De sleutel ligt onder de deurmat is een artistieke deurmat in Amsterdam Nieuw-West.
Op verzoek van woningcorporatie Stadgenoot en in samenwerking met LEVS Architecten ontwierp Martijn Sandberg in de periode 2008-2010 dit kunstwerk van 12 bij 3 bij 23 meter. Dit lijkt groot en opvallend, toch is het kunstwerk moeilijk te vinden. Het “beeld” werd in 2011 en 2012 geplaatst in de trappen behorend bij het flatgebouw De zilverling (van LEVS) een kunstwerk dat verwijst naar de tijd van de wederopbouw na Tweede Wereldoorlog. Een sleutel onder de deurmat leggen om altijd binnen te kunnen komen was in die jaren vrij gangbaar, ook in deze wijk Geuzenveld. Die vriendelijkheid en/of naïviteit werd later nog aangehaald in “touwtje uit de brievenbus” van Jan Terlouw en Vreemde Kostgangers. Net als de sleutel onder de deurmat is ook het kunstwerk niet direct te zien. De torenflat staat op een talud langs de Dr. H. Colijnstraat, om de flat te naderen is het noodzakelijk dat men een stenen trap oploopt. Onder de overstekjes van de traptreden zijn betonnen blokjes (een soort pixels) aangebracht, die bij normale benadering geen indruk geven dan betonnen blokjes. Echter, als je recht voor de punt gaat staan is bovenstaande tekst met enige inspanning te lezen.
Sandberg heeft in Amsterdam meerdere moeilijk te vinden kunstwerken gemaakt:
- Forever in Stone in het Olympisch Kwartier
- Karel Appel was hier in de Dapperstraat
- Morgen komt alles goed in de Hofmeyerstraat.

Daarentegen is U bevindt zich hier nauwelijks te missen langs de Ringvaart. Ook de Joodse Synagoge aan de Zuidelijke Wandelweg bevindt zich een kunstwerk ín het gebouw. Zijn kunstwerk Power to the people uit 2000 aangebracht op het Hoofddorpplein is niet meer te zien; het was onveilig was voorbijrijdende trams. In 2022 kwam een kunstwerk in het Spaarndammerhart gereed.